# Easington (distrikt)
Easington var mellan 1974 och 2009 ett distrikt i grevskapet Durham, England. Distriktet har 93 993 invånare (2001). År 2009 blev distriktet en del av enhetskommunen Durham.

## Civil parishes
- Castle Eden, Dalton-le-Dale, Easington Colliery, Easington Village, Haswell, Hawthorn, Horden, Hutton Henry, Monk Hesleden, Murton, Nesbitt, Peterlee, Seaham, Seaton with Slingley, Sheraton with Hulam, Shotton, South Hetton, Thornley, Trimdon Foundry, Wheatley Hill och Wingate.[2]